# IL-2 Sturmovik: Great Battles
IL-2 Sturmovik: Great Battles, originalmente lanzado al mercado en 2013 bajo el título IL-2 Sturmovik: Battle of Stalingrad, es un simulador de vuelo de combate ambientado en la Segunda Guerra Mundial. Pertenece a la tercera generación de simuladores IL-2 Sturmovik, originados en 2001 con el primero de ellos, portador de ese mismo título, aunque hoy en día a esa primera generación se la conoce más por el título de su última compilación, IL-2 Sturmovik: 1946, lanzada al mercado en 2006. A la segunda generación corresponde IL-2 Sturmovik: Cliffs of Dover, simulador lanzado en 2011.
IL-2 Sturmovik: Battle of Stalingrad fue desarrollado en 2013 por la empresa rusa 1C Game Studios, resultante de una asociación entre la 1C Company y el desarrollador 777 Studios. El motor de juego de Battle of Stalingrad era el Digital Nature Engine, el mismo que el de otro simulador de 777 Studios, Rise of Flight (2009), ambientado este en la Primera Guerra Mundial. A partir de 2017, cambios en el motor de juego y la llegada de nuevos módulos ambientados en otras batallas, diferentes de la de Stalingrado, llevaron a 1C Game Studios a bautizar la nueva serie de simuladores como IL-2 Sturmovik: Great Battles y a rebautizar también su motor de juego, ya desde entonces llamado Digital Warfare Engine.

## Teatros de operaciones
En 2013, el primer teatro de operaciones disponible para los jugadores fue el del primer juego en la serie, IL-2 Sturmovik: Battle of Stalingrad, ambientado en la Batalla de Stalingrado (1942-1943). En dicho módulo, los jugadores pueden pilotar aviones de la Fuerza Aérea Soviética (como el Lavochkin LaGG-3) o de la Luftwaffe (como el Messerschmitt Bf 109 F-4). Otros módulos han ido siendo estrenados paulatinamente desde entonces, lo que permite a los jugadores que los compran jugar en otras batallas de la Segunda Guerra Mundial e incluso en batallas aéreras de la Primera (con el módulo Flying Circus).

## Desarrollo y lanzamiento al mercado

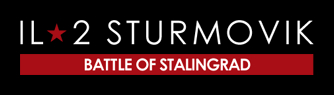
Logotipo original de IL-2 Sturmovik: Battle of Stalingrad (2013).

El inicio del desarrollo de IL-2 Sturmovik: Battle of Stalingrad fue anunciado oficialmente por 1C Game Studios en diciembre de 2012. El juego fue finalmente lanzado al mercado el 19 de noviembre de 2013 como un acceso en línea para todos aquellos usuarios que hubiesen comprado la Edición Premium. La Edición Estándar tardó casi un año en ser lanzada al mercado, también en línea en internet, el 22 de octubre de 2014.
IL-2 Sturmovik: Battle of Stalingrad es el título número 11 en la lista de productos IL-2 Sturmovik pero es en realidad el tercer simulador de la serie siguiendo el tipo de motor de juego. Los dos motores anteriores fueron el de la serie clásica, iniciada en 2001 con IL-2 Sturmovik y terminada en 2009 con IL-2 Sturmovik: Birds of Prey, y el de IL-2 Sturmovik: Cliffs of Dover, de 2011, que tuvo su propio motor de juego. IL-2 Sturmovik: Battle of Stalingrad usa el motor de juego de Rise of Flight, el simulador de Primera Guerra Mundial desarrollado y lanzado en 2009 por 777 Studios.

## Nuevos módulos y creación de la marcaGreat Battles
En 2016 1C Game Studios lanzó el acceso inicial (en inglés early access) de la edición Premium de un nuevo módulo titulado IL-2 Sturmovik: Battle of Moscow. En 2017 1C declaró que los dos módulos publicados hasta entonces (Battle of Stalingrad y Battle of Moscow) hacían parte de una nueva serie de simuladores titulada IL-2 Sturmovik: Great Battles. En 2018 se publicó el tercer módulo (IL-2 Sturmovik: Battle of Kuban) y en 2019 tres módulos más (IL-2 Sturmovik: Battle of Bodenplatte, IL-2 Sturmovik: Flying Circus y IL-2 Sturmovik: Tank Crew). Flying Circus y Tank Crew tienen la particularidad de no estar versados en la aviación de la Segunda Guerra Mundial: Flying Circus está concebido para simular combates aéreos de la Primera Guerra Mundial y Tank Crew para conducir carros de combate de la Segunda.
Todos los módulos de la serie Great Battles son videojuegos de simulación en standalone, es decir que cada uno de ellos puede ser adquirido y utilizado con total independencia del resto.

## Aviones pilotables enBattle of Stalingrad
De noviembre de 2013 a octubre de 2014 los poseedores de la Edición Premium de IL-2 Sturmovik: Battle of Stalingrad tuvieron acceso a una versión alfa del simulador, con dos aviones pilotables, el caza ruso Lavochkin LaGG-3 y el caza alemán Messerschmitt Bf 109 F-4. Desde la salida al mercado de la Edición Estándar de IL-2 Sturmovik: Battle of Stalingrad, el 22 de octubre de 2014, el acceso a los aviones pilotables es el siguiente:
- Los poseedores de la Edición Estándar adquieren los ocho aviones pilotables siguientes:
  - El caza ruso Lavochkin LaGG-3
  - El caza alemán Messerschmitt Bf 109 F-4
  - El caza ruso Yakovlev Yak-1
  - El caza alemán Messerschmitt Bf 109 G-2
  - La versión monoplaza de 1942 del avión ruso de ataque al suelo Ilyushin Il-2 AM-38
  - El bombardero en picado alemán Junkers Ju 87D-3
  - El bombardero bimotor alemán Heinkel He 111 H-6
  - El bombardero bimotor ruso Petliakov Pe-2

- Los poseedores de la Edición Premium adquieren los ocho aviones de la Edición Estándar además de los dos cazas siguientes:
  - El caza ruso Lavochkin La-5
  - El caza alemán Focke-Wulf Fw 190 A-3